# Landgericht Saargemünd

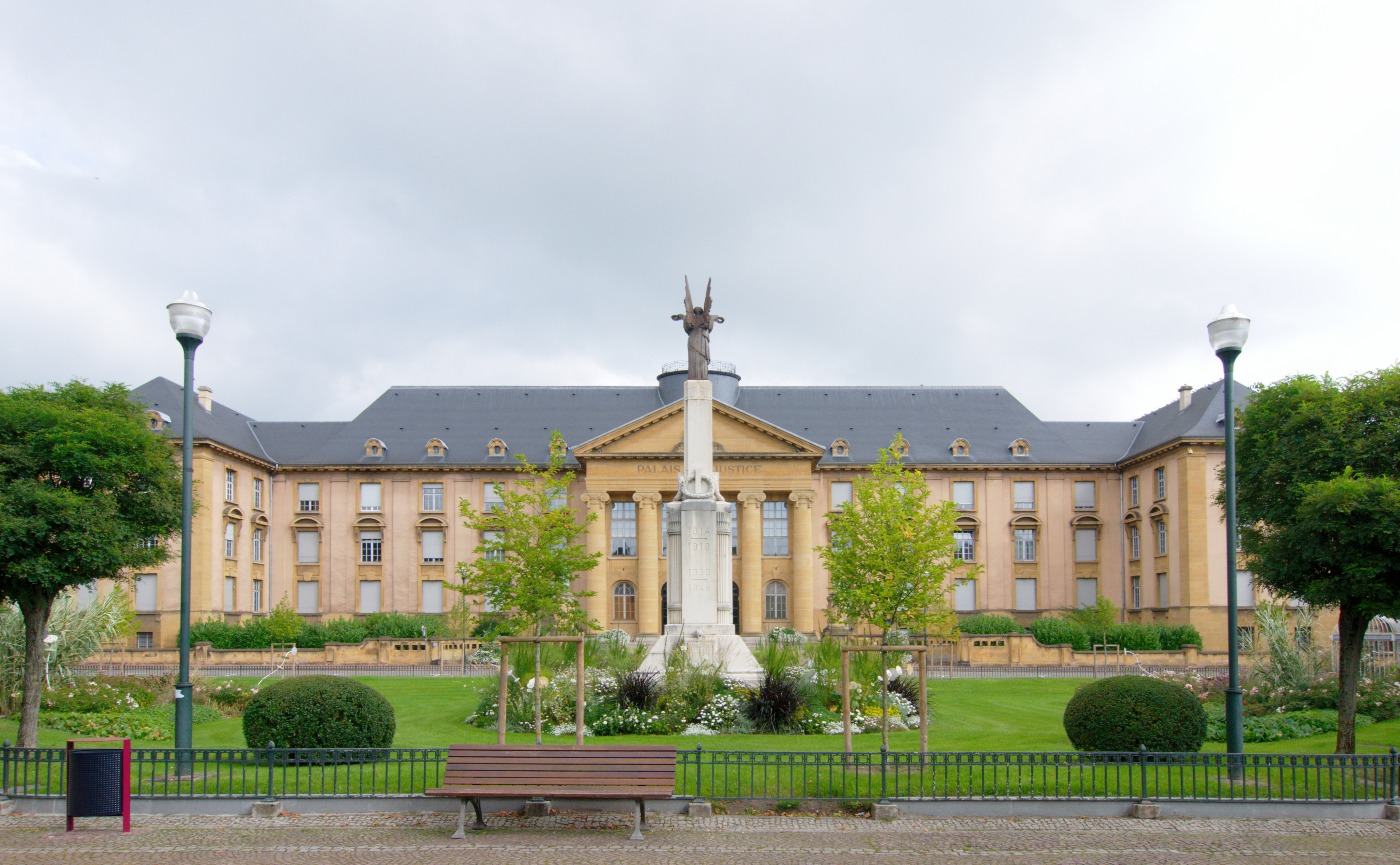
Landgerichtsgebäude, heute Palais de Justice de Sarreguemines (2014)

Das Landgericht Saargemünd war 1871 bis 1918 eines von sechs deutschen Landgerichten im Reichsland Elsaß-Lothringen mit Sitz in Saargemünd.

## Geschichte

### Reichsland Elsaß-Lothringen
Nach der Annexion Elsass-Lothringens durch das Deutsche Reich 1871 wurde die Gerichtsstruktur mit dem Gesetz, betreffend Abänderung der Gerichtsverfassung vom 14. Juli 1871 und der Ausführungsbestimmung hierzu vom gleichen Tag neu geregelt. Die bestehenden Arrondissementsgerichte wurden aufgehoben und Landgerichte als Gerichte zweiter Instanz eingerichtet. Das Landgericht Saargemünd war dem Oberlandesgericht Colmar nachgeordnet.
Der Landgerichtsbezirk umfasste den Bezirk des Arrondissementsgerichtes Saargemünd, den Kantons Falkenberg und aus dem Bezirk des Arrondissementsgerichtes Château-Salins den Kanton Albesdorf sowie aus dem Bezirk des Arrondissementsgerichtes Zabern den Kanton Saar-Union. Am Landgericht Metz wurde ein Schwurgericht eingerichtet, das für die Landgerichtsbezirke Metz und Saargemünd zuständig war. Zum 1. Oktober 1879 traten die Änderungen des Gerichtsverfassungsgesetzes in Kraft. Die Eingangsgerichte, die in Frankreich die Bezeichnung Friedensgericht (Justice de paix) getragen hatten, wurden nun einheitlich im Deutschen Reich zu Amtsgerichten. Dem Landgericht waren folgende Amtsgerichte nachgeordnet:
| Amtsgericht                      | Sitz                 | Zahl Richter |
| -------------------------------- | -------------------- | ------------ |
| Amtsgericht Albesdorf            | Albesdorf            | 1            |
| Amtsgericht Bitsch               | Bitsch               | 1            |
| Amtsgericht Drulingen            | Drulingen            | 1            |
| Amtsgericht Falkenberg i. Lothr. | Falkenberg i. Lothr. | 1            |
| Amtsgericht Forbach              | Forbach              | 1            |
| Amtsgericht Großtänchen          | Großtänchen          | 1            |
| Amtsgericht Rohrbach             | Rohrbach             | 1            |
| Amtsgericht Saaralben            | Saaralben            | 1            |
| Amtsgericht Saargemünd           | Saargemünd           | 1            |
| Amtsgericht Saarunion            | Saarunion            | 1            |
| Amtsgericht Sankt Avold          | Sankt Avold          | 1            |

Das Gericht hatte 1880 einen Präsidenten, zwei Direktoren und sechs Richter und war für etwa 182.000 Einwohner zuständig.
Mit der Reannexion Elsass-Lothringens durch Frankreich nach dem Ersten Weltkrieg 1918 wurden wieder die französischen Gerichtsbezeichnungen eingeführt.

### Deutsche Besetzung 1940–1944
Nach Eroberung des Elsass und Lothringens im Sommer 1940 wurde eine deutsche Zivilverwaltung im von 1871 bis 1918 deutschen Teil Lothringens, territorial identisch mit dem französischen Département Moselle, unter dem CdZ und Gauleiter der Westmark Josef Bürckel eingerichtet, wobei bei der Gerichtsstruktur im Wesentlichen auf die Strukturen von 1918 zurückgegriffen wurde. Die bisherigen Kantonsgerichte wurden in Amtsgerichte, die bisherigen Gerichte 1. Instanz in Landgerichte umgewandelt. Die lothringischen Teile des Gerichtsbezirks Zabern (Amtsgerichtsbezirke Finstingen, Lörchingen, Pfalzburg und Saarburg) gingen an das Landgericht Saargemünd. Dieses unterstand oberinstanzlich dabei dem Oberlandesgerichtlichen Senat Metz, der am Landgericht Metz angesiedelt war. Ab 1. November 1941 galten in Elsass und Lothringen zudem das deutsche Gerichtsverfassungsgesetz und die Zivilprozessordnung. Die Gebiete, die einem CdZ unterstellt waren, wurden zwar wie Reichsgebiet behandelt, aber nicht annektiert und gehörten deswegen formal nicht zum Deutschen Reich. Die Westmark, die altes Reichsgebiet und mit dem lothringischen Teil auch französisches Staatsgebiet umfasste, wurde einheitlich verwaltet, zerfiel aber weiterhin formell in das eigentliche Reichsgebiet (Saarland/Pfalz) und das CdZ-Gebiet Lothringen.
Zum Ende des Jahres 1944 brach die deutsche Besatzung mit dem Vorrücken der Alliierten zusammen. Die alte Gerichtsorganisation wurde wieder hergestellt.

## Gerichtsgebäude
Das Landgerichtsgebäude, heute Palais de Justice de Sarreguemines, wurde im Jahr 1903 errichtet.